# Rejšický rybník
Rejšický rybník je velký rybník o rozloze 8,3 ha, zhruba obdélníkovitého tvaru, nalézající se na východním okraji vesnice Rejšice, části obce Smilovice v okrese Mladá Boleslav. V roce 2013 byl rekonstruován a okolo byly vysázeny duby.
Rybník je využíván pro chov ryb. Je napájen jako boční z Jabkenického potoka.

## Galerie

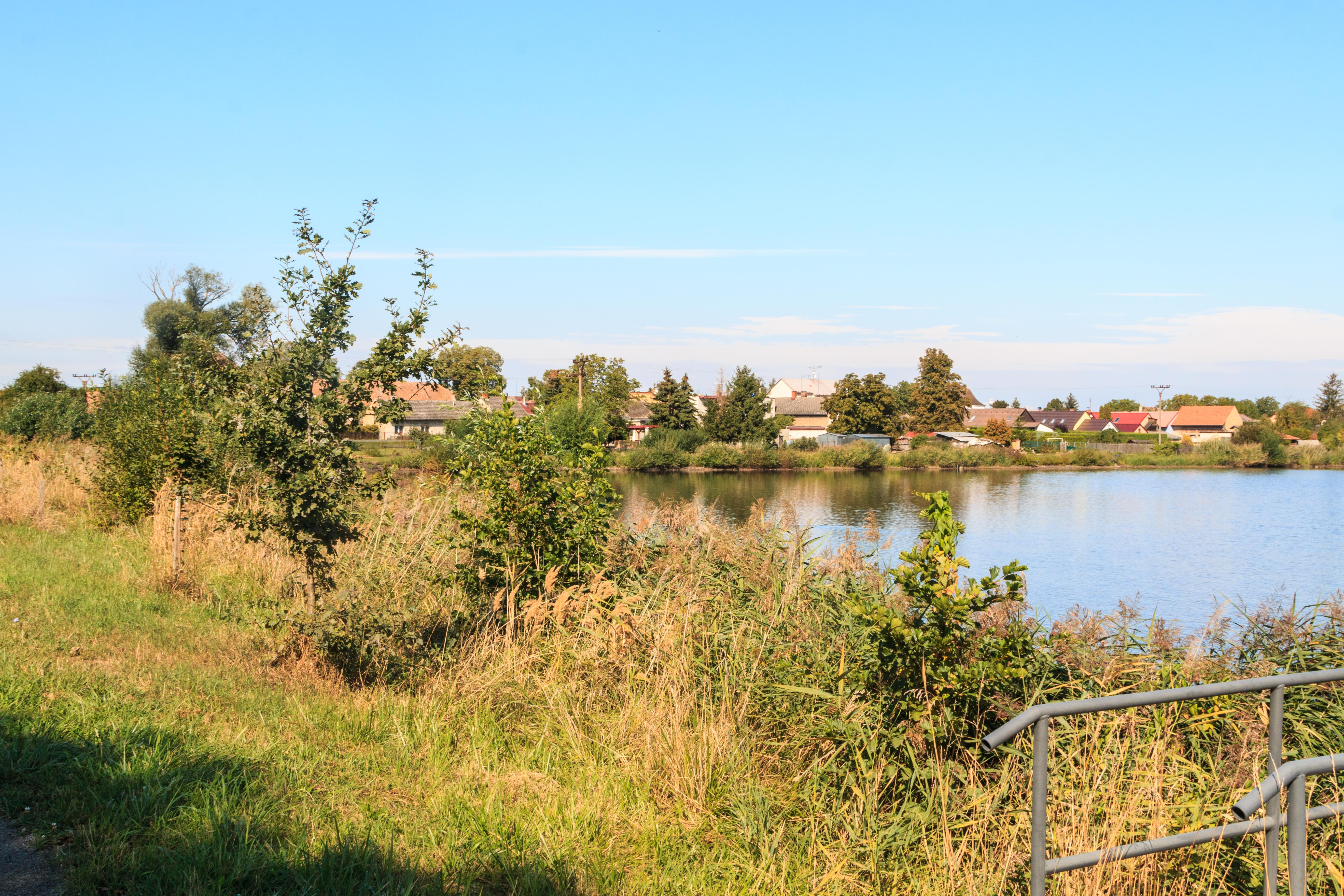
Pohled na Rejšický rybník
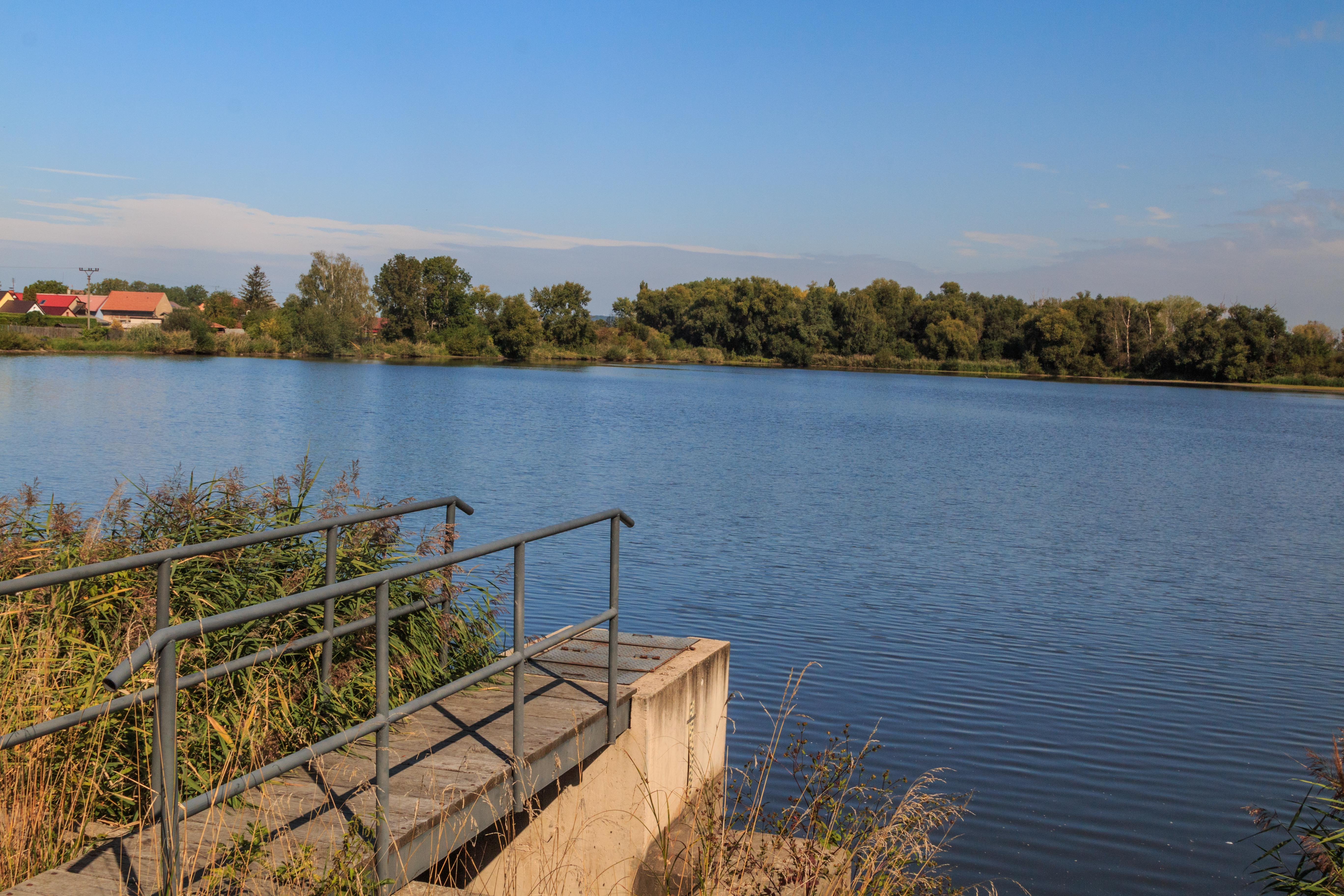
Pohled na Rejšický rybník
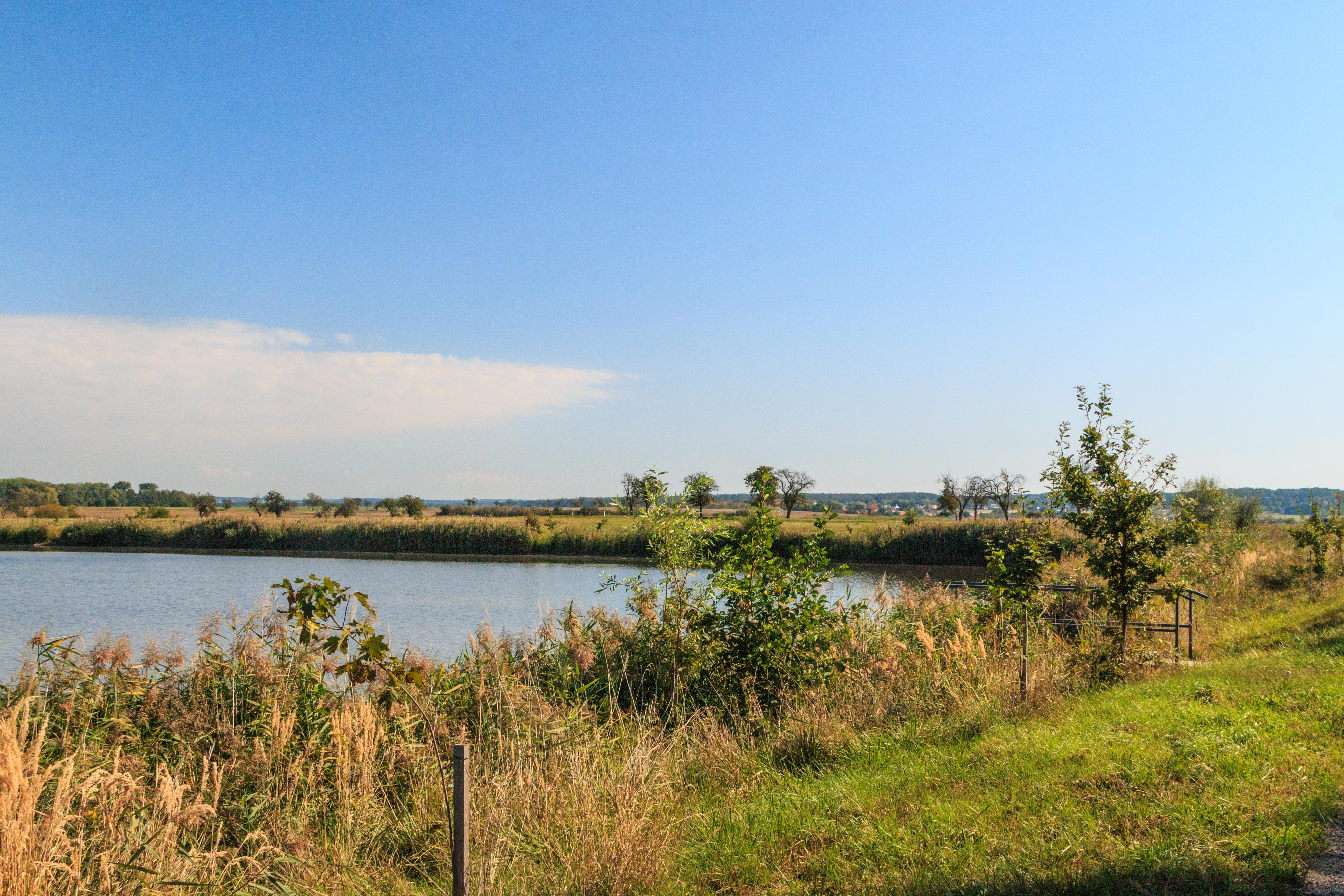
Pohled na Rejšický rybník